# まめしば
まめしばは、日本の男声歌手ユニットである。

## 来歴
2016年

- 6月、シンガーソングライター・杉真理のSAYAKAへの提供曲｢アイスの実｣（グリコ同名商品テレビコマーシャルソング）を、keiZiroがライヴで歌うために、moriuo、まなぶ、tobo侍、daiを合わせた5人による男声ユニットを結成する[1]。
- 7月、ユニット名を｢まめしば｣と命名する。シンガーソングライター・野戸久嗣、振付師・Saeの指導を受け、本格的に活動を開始する。
- 8月、東京・新宿AiSTOPE LOUNGEにて開催された｢新宿おとあそび｣にてステージデビューする。杉真理と「アイスの実」で共演を果たす[1]。

2017年

- 4月、「春のカフェライブ」など、ライブ活動に力を入れる。
- 6月、「新宿おとあそび」Vol.2では、35年振りに活動再開する金井夕子の復帰ライブとして共演する[1]。船山基紀がコーラスアレンジする「パステル・ラヴ」、崎谷健次郎「もう一度夜を止めて」をカヴァーする[2]。

## ユニット参加メンバー
- keiZiro－（けいじろう）1970年4月4日生、岐阜県出身。2010年ソロデビュー。ボーカル担当。
- まなぶ－（まなぶ）1974年7月24日生、出身地非公表。高音域ボーカル、ベース担当。
- moriuo－（もりうお）1973年8月20日生、大阪府出身。メインボーカル、イラストレーション、グラフィック担当。
- tobo侍－（とぼ さむらい）1979年10月24日生、埼玉県出身。最高音域ボーカル、写真担当。
- dai－（だい）1982年3月25日生、山形県出身。低音域ボーカル、公式ウェブサイト担当。

## 音楽活動

### ライヴ
- "新宿おとあそび" - vol.1（2016年8月28日、東京・新宿AiSTOPE LOUNGE、ゲスト・杉真理）、vol.2（2017年6月11日、東京・新宿AiSTOPE LOUNGE、ゲスト・金井夕子）
- "まめしばカフェライブ" - vol.1（2017年2月25日、東京・杉並ANOMA）、vol.2（2017年4月9日、東京・中野chaging　moods）
- "LEO今井自主企画ツーマンイベント 大都会" - （2017年4月16日、Space Cowboys From Hell）幕間客人。

## ディスコグラフィー
- オリジナル作品は未発表。